# Оути Ёситака
Оути Ёситака (大内义隆? 18 декабря 1507 — 30 сентября 1551) — японский военный и государственный деятель периода Сэнгоку, 16-й глава рода Оути, даймё провинции Суо (1528—1551).

## Биография
Сын и преемник Оути Ёсиоки (1477—1528), 15-го правителя рода Оути (1494—1528). В 1522 году Ёситака сражался вместе со своим отцом против рода Амаго за контроль над провинцией Аки.
В январе 1528 года после смерти своего отца 20-летний Ёситака стал новым главой рода Оути и правителем провинции Суо. Продолжал военную деятельность своего отца, но постепенно терял власть и влияние в Западном Хонсю.
В 1530 году Оути Ёситака вёл успешные военные действия на севере острова Кюсю и одержал победу над родом Сёни.
В 1540 году Оути Ёситака возобновил борьбу против рода Амаго, а в 1541 году полностью подчинил своей власти провинцию Аки.
В 1542 году Ёситака организовал военный поход на провинцию Идзумо, который закончился полной катастрофой. Погибла большая часть его армии вместе с приемным сыном Оути Харумоти. Оути Ёситака отказался от амбиций по расширению своих владений, посвятив себя искусству и культуре. Его вассалы разделились на две группы. Первая группа во главе с Сагара Такэто (1498—1551) поддерживала новую политику своего даймё, а вторая под руководством Суэ Харуката (1521—1555) выступала за продолжение завоеваний.
В сентябре 1551 года военачальник Суэ Харуката поднял восстание против своего господина Оути Ёситака и лишил его власти, став фактическим правителем провинции Суо. Ёситака вынужден был совершить харакири. В том же 1551 году Суэ Харуката провозгласил главой рода Оути Ёсинага (1532—1557), приемного сына Оути Ёситака и брата даймё с острова Кюсю Отомо Ёсисигэ, и стал от его имени управлять владениями рода Оути.